# Энкантадас, или Заколдованные острова
«Энкантадас, или Заколдованные острова» — повесть 1854 года американского писателя Германа Мелвилла. Первая публикация в журнале «Патнэма» в 1854 году, в марте — мае. Позже, в 1856 году, собран в сборник The Piazza Tales («Рассказы на веранде»).
Повествование состоит из десяти отдельных очерков, объединённых местом действия — Галапагосскими островами, которые автор именует их старым испанским названием Энкантадас.

## Публикации
Энкантадас, или Очарованные острова. Дневник путешествия в Европу и Левант 11 октября 1856 — 6 мая 1857 ; Герман Мелвилл; [Перевод с англ. В. Н. Кондракова, Н. В. Димчевского; Предисл. Д. М. Урнова ; Послесл. и примеч. О. Герасимова]. — Москва : Мысль, 1979. — 223 с. : ил.; 21 см.